# Consola dedicada
Una consola dedicada es una consola de videojuegos dedicada a un juego o juegos integrados, y no está equipada para juegos adicionales, a través de cartuchos, discos u otros medios.

## Historia
La mayoría de los sistemas de videojuego para el hogar más antiguos eran consolas dedicadas, más popularmente Pong y sus muchos imitadores. A diferencia de casi todas las consolas posteriores, estos sistemas generalmente no eran computadoras (en las que una CPU ejecuta una pieza de software), pero contenían una unidad de control del juego cableado.
A finales de la década de 1970, los sistemas basados en cartuchos, comenzando con el Fairchild Channel F, se habían elevado durante la segunda generación de consolas debido al éxito del Atari 2600, aunque los sistemas independientes como la serie Mini-Arcade de Coleco continuó teniendo una presencia menor en el mercado nacional hasta la caída de los videojuegos en Norteamérica en 1983. Desde el Nintendo Entertainment System, las consolas basadas en cartuchos han dominado el mercado nacional hasta que las consolas basadas en CD como la PlayStation ganaron prominencia en el medio a fines de la década de 1990

## Tipos de consola dedicada

### Arcade games
Desarrollando desde gabinetes de juegos electrónicos que no son de video, como máquinas de pinball, videojuegos de estilo arcade (ya sean operados por monedas o de propiedad individual) usualmente están dedicados a un solo juego o una pequeña selección de juegos integrados y no permiten el uso de juegos externos. entrada en forma de cartuchos ROM. Aunque los juegos arcade modernos como Dance Dance Revolution X y Half-Life 2: Survivor permiten entradas externas en forma de tarjetas de memoria o memorias USB, esta funcionalidad generalmente solo permite guardar el progreso o proporcionar datos de nivel modificados, y no lo hace. permite que la máquina dedicada acceda a nuevos juegos. El juego o los juegos en una consola arcade dedicada generalmente se alojan en un gabinete vertical que contiene una pantalla de video, una plataforma de control o archivos adjuntos para dispositivos de control más complejos y una computadora o consola oculta dentro de la cual se ejecutan los juegos.

### Consolas portátiles
Lanzado por primera vez en la década de 1970, y caracterizado por juegos como Auto Race y Electronic Football de Mattel Electronics, los videojuegos portátiles dedicados se consideran los precursores de las consolas portátiles modernas. Dedicados a un juego o una colección o juegos incorporados, los dispositivos de mano dedicados tienden a emplear pantallas VFD o LCD simples, aunque los modelos más antiguos solían utilizar arreglos aún más primitivos de bombillas pequeñas o luces LED para producir pantallas alfanuméricas similares a las calculadoras. Las consolas portátiles dedicados generalmente incluyen una pantalla, varios botones de control y un cuerpo compacto que alberga el motor del juego. La serie Game and Watch de Nintendo aumentó la popularidad de los juegos de mano dedicados durante la década de 1980.

#### Juegos de Joypad
Las consolas dedicadas han aparecido para los juegos de pesca, donde el cuerpo de la unidad se convierte en un controlador especializado en forma de caña de pescar. Otras consolas dedicadas han sido lanzadas con formas de pistolas de luz, para cazar, disparar e incluso juegos de tiro con arco.

#### Relojes de juego
Alcanzando popularidad a principios de la década de 1980, los relojes de juegos son relojes de pulsera electrónicos que permiten al usuario acceder a un videojuego incluido que utiliza la pantalla del reloj como pantalla. Los botones de reloj del juego que originalmente se usaron para configurar horas y minutos obtuvieron funciones secundarias en relación con las necesidades del juego.

### Handheld TV games

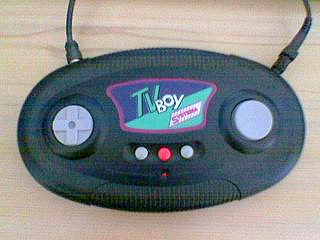
Un juego de TV portátil con cables de alimentación y TV conectados.

Una consola dedicada difiere de un juego de TV portátil (o un "juego plug and play") en que este último integra la consola de videojuegos con el controlador del juego.
La mayoría de los sistemas dedicados de juegos caseros modernos se conocen popularmente como "plug and play", ya que están basados en tecnología moderna que permite que el hardware y el software de todo el juego estén dentro de un solo controlador, sin consola separada. Algunos de estos son clones de juegos antiguos, y se producen en China o el sudeste de Asia (es decir, Power Player Super Joy III), mientras que otros contienen juegos con licencia y se distribuyen en las principales tiendas de Occidente. De esta última, la línea de juegos de Jakks Pacific se encuentra entre las más famosas, que incluye relanzamientos de muchos juegos vintage, desde clásicos de arcade hasta juegos de Atari 2600, así como juegos basados en personajes actualmente populares, como SpongeBob SquarePants. Konami también ha lanzado una línea de sus clásicos juegos de arcade, incluido Frogger, en sistemas dedicados "plug and play".
El Pelican VG Pocket fue un intento de hacer un juego de TV con una pantalla LCD a color retroiluminada. Las consolas dedicadas y los juegos electrónicos de mano con pantallas LCD que solo tienen un juego son dispositivos bastante distintos, pero el lanzamiento de Pelican VG Pocket ha desdibujado la clasificación entre los dos.

## Renacimiento de retrogaming moderno
Comenzando con el lanzamiento en 2001 de Toymax (y más tarde de Jakk's Pacific) de los juegos de televisión de Activision, ha habido un renacimiento del interés en las consolas dedicadas por retrogamers impulsados por la nostalgia. El posterior lanzamiento en 2002 del sistema Atari 10-en-1 provocó la especulación de un renacimiento Ataril.
En 2002, la distribuidora brasileña de Sega, Tectoy, relanzó el Sega Master System con numerosos juegos integrados. Sin embargo, estas consolas no son estrictamente dedicadas, ya que también admiten juegos basados en cartuchos. A partir de 2006, sin embargo, no hay nuevos cartuchos disponibles para la venta. Tectoy también lanzó un Sega Mega Drive portátil, con pantalla LCD y varios juegos integrados, pero no tiene puerto de cartucho.
En 2004, se lanzó una versión miniaturizada de las consolas domésticas Atari 7800 con 20 juegos incorporados y sin soporte de cartucho. La consola dedicada se basa realmente en un clon del hardware NES, pero ejecuta el software Atari. Una versión más reciente, Atari Flashback 2, está basada en el hardware Atari real e incluye algunos nuevos juegos integrados desarrollados por los programadores hobbistas modernos Atari 2600, así como los antiguos juegos favoritos. Es reportado que, si bien la nueva consola no tiene ranura para cartuchos, está diseñada para que una persona con conocimientos pueda agregarla.